# الأهواب (الأنهوم)

تعديل مصدري - تعديل

الأهواب محلة تابعة لقرية الأنهوم، التابعة لعزلة بني يوسف بمديرية فرع العدين إحدى مديريات محافظة إب في الجمهورية اليمنية، بلغ تعداد سكانها 55 نسمة حسب تعداد اليمن لعام 2004.